# Buenos días, Verônica
Buenos días, Verônica (Bom dia, Verônica en portugués) es una serie de televisión brasileña basada en el libro del mismo nombre que se estrenó el 1 de octubre de 2020 en Netflix. Creada por Raphael Montes, autor responsable de la novela junto a Ilana Casoy bajo el seudónimo de Andrea Killmore, la serie fue dirigida por José Henrique Fonseca.
Protagonizada por Tainá Müller, Eduardo Moscovis y Camila Morgado, la serie sigue la historia de Verônica Torres, una secretaria de policía que trabaja en una comisaría de homicidios en São Paulo. Casada y con dos hijos, su rutina acaba siendo interrumpida al presenciar el impactante suicidio de una joven en la misma semana en que recibe una llamada anónima de una mujer desesperada pidiendo ayuda.
La segunda temporada se estrenó el 3 de agosto de 2022, tuvo 6 episodios y cuenta con Tainá Müller, Reynaldo Gianecchini y Klara Castanho en los papeles principales.

## Reparto y personajes

### Principales
- Tainá Müller como Verônica "Verô" Torres
- Elisa Volpatto como Anita
- Camila Morgado como Janete
- Eduardo Moscovis como Claúdio Antunes Brandão

### Recurrentes
- Antônio Grassi como Wilson Carvana
- César Mello como Paulo
- DJ Amorim como Rafael "Rafa" Torres

### Invitados
- Pally Siqueira como Deusa
- Rosa Piscioneri como Regina
- Lucélia Pontes como Cícera